# Похищение из сераля
«Похищение из сераля», K.384, (нем. Die Entführung aus dem Serail) — зингшпиль в трёх актах В. А. Моцарта на либретто Готлиба Штефани.
Премьера состоялась 16 июля 1782 года в Вене.

## История создания
На рубеже 1770-х — 1780-х годов император Иосиф II был увлечён идеей развития немецкой национальной оперы — зингшпиля — и сам принимал непосредственное участие в совершенствовании придворного и национального театра. Он считал делом чести иметь в Вене лучший драматический театр и вообще видел в театре хорошее средство национального воспитания. В то время для ведущих венских композиторов Глюка и Сальери зингшпиль был второстепенным занятием, и Моцарт справедливо лелеял надежды о сочинении опер по заказу императора. Написанная годом ранее опера «Заида», по убеждению самого Моцарта, совершенно не подходила для венской сцены. Однако музыка оперы настолько понравилась интенданту венского Бургтеатра Готтлибу Штефани-младшему, что в начале апреля тот пообещал Моцарту хорошее либретто, пригодное для венского театра.
В середине июня либретто было в руках у Штефани; он, однако, найдя первый акт превосходным, отверг остальные три акта. В конце июля горячо ожидаемое либретто было найдено, и уже 1 августа Моцарт писал отцу, что либретто вполне хорошее; сюжет турецкий, называется «Бельмонт и Констанца, или Похищение из сераля». Моцарт торопился с написанием оперы, представление которой должно было состояться во время торжеств в честь визита в Вену великого русского князя Павла и его супруги, не без оснований надеясь, что император и директор венской оперы граф Розенберг поставят ему в заслугу, если он сумеет так быстро написать что-нибудь для них; пока же они со Штефани решили держать проект в секрете. 22 августа Моцарт написал отцу, что первый акт готов, а вскоре после этого узнал, что великий князь приедет только в ноябре и оперу поэтому можно будет писать «более обдуманно». Однако планы Моцарта перечеркнуло то, что в качестве торжественных опер для русского визита были выбраны две оперы Глюка, хотя император не был особо расположен ни к Глюку, ни к его любимой певице Бернаскони.
Но работа над «Похищением из сераля» не прерывалась. 29 мая 1782 года Моцарт восторженно пишет: «В будущий понедельник мы проведем первую репетицию. Я очень рад своей опере, должен признаться Вам в этом». По приказу императора опера была поставлена 16 июля 1782 года; она имела оглушительный успех — в зале не было свободных мест, после каждой арии звучали несмолкаемые аплодисменты. За два дня опера принесла 1200 флоринов. Особенно Моцарт был поражен тем, что Глюк посетил специальное представление оперы, которое было дано по его настоятельной просьбе, и даже пригласил супружескую пару Моцартов 8 августа к себе на обед.

## Действующие лица и первые исполнители
| Роль                         | Певческий голос  | Премьера 16 июля 1782 (Дирижёр: В. А. Моцарт) |
| ---------------------------- | ---------------- | --------------------------------------------- |
| Бельмонт, испанский дворянин | тенор            | Иоганн Валентин Адамбергер                    |
| Констанца, невеста Бельмонта | сопрано          | Катарина Кавальери                            |
| Блонда, служанка Констанцы   | сопрано          | Терезия Тейбер                                |
| Педрильо, слуга Бельмонта    | тенор            | Иоганн Эрнст Дауэр                            |
| Осмин, хранитель сераля      | бас              | Иоганн Игнац Людвиг Фишер                     |
| Паша Селим                   | разговорная роль | Доминик Яуц                                   |
| Клаас                        | разговорная роль |                                               |
| Хор янычар                   |                  |                                               |

## Состав оркестра
Партитура Моцарта включает:
- Деревянные духовые:
  - 2 флейты-пикколо
  - 2 флейты
  - 2 гобоя
  - 2 кларнета или бассетгорна
  - 2 фагота
- Медные духовые:
  - 2 валторны в строе До (in C)
  - 2 трубы в строе До (in C)
- Ударные:
  - литавры
  - треугольник
  - тарелки
  - большой барабан
- Струнные:
  - Скрипки
  - Альты
  - Виолончели
  - Контрабасы

## Музыкальные номера
- Увертюра

### Акт 1
- N.1 Ария Бельмонта (Hier soll ich dich denn sehen, Konstanze!)
- N.2 Песня Осмина (Wer ein Leibchen hat gefunden) и дуэт Осмина и Бельмонта(Verwünscht seist du samt deinem Liede!)
- N.3 Ария Осмина (Solche hergelauf’ne Laffen)
- N.4 Речитатив (Konstanze, dich wiederzusehen!)
  - и Ария Бельмонта (O wie ängstlich, o wie feurig klopft mein liebevolles Herz)
- N.5 Хор янычар (Singt dem grossen Bassa Lieder)
- N.6 Ария Констанцы (Ach ich liebte, war so glücklich)
- N.7 Терцет Осмина, Бельмонта и Педрильо (Marsch, marsch, marsch! Trollt euch fort!)

### Акт 2
- N.8 Ария Блонды (Durch Zärtlichkeit und Schmeicheln)
- N.9 Дуэт Блонды и Осмина (Ich gehe, doch rate ich dir)
- N.10 Речитатив (Welcher Wechsel herrscht in meiner Seele)
  - и Ария Констанцы (Traurigkeit ward mir zum Lose)
- N.11 Ария Констанцы (Martern aller Arten)
- N.12 Ария Блонды (Welche Wonne, welche Lust)
- N.13 Ария Педрильо (Frisch zum Kampfe! Frisch zum Streite!)
- N.14 Дуэт Педрильо и Осмина (Vivat Bacchus! Bacchus lebe!)
- N.15 Ария Бельмонта (Wenn der Freunde Tränen fließen)
- N.16 Квартет Бельмонта, Констанцы, Блонды и Педрильо (Ach, Belmonte! Ach, mein Leben!)

### Акт 3
- N.17 Ария Бельмонта (Ich baue ganz auf deine Stärke)
- N.18 Романс Педрильо (In Mohrenland gefangen war)
- N.19 Ария Осмина (O, wie will ich triumphieren)
- N.20 Речитатив (Welch ein Geschick! O Qual der Seele!)
  - и Дуэт Бельмонта и Констанцы (Meinetwegen sollst du sterben!)
- N.21a Водевиль (Nie werd' ich deine Huld verkennen)
- N.21b Хор янычар (Bassa Selim lebe lange!)

## Аудиозаписи
Солисты указаны в след. порядке: Констанца, Блондхен, Бельмонт, Педрилло, Осмин.
- 1954 — дир. Ференц Фричай; солисты: Мария Штадер, Рита Штрайх, Эрнст Хефлигер, Мартин Вантин, Йозеф Грендль; Симфонический оркестр РИАС;
- 1984—1985 — дир. Георг Шолти; солисты: Эдита Груберова, Кэтлин Бэттл, Госта Винберг[англ.], Хайнц Цедник, Мартти Талвела; Венский филармонический оркестр;
- 1992 — дир. Джон Элиот Гардинер; солисты: Люба Оргоназова, Синдия Сиден, Станфорд Олсен[англ.], Уве Пепер, Корнелиус Хауптман; оркестр Английские барочные солисты.

## Видеозаписи
Солисты указаны в след. порядке: Констанца, Блондхен, Бельмонт, Педрилло, Осмин.
- 2004 — реж. Жером Дешам, Маша Макеев; дир. Марк Минковски; солисты: Малин Хартелиус, Магали Леже[фр.], Маттиас Клинк, Лоик Феликс, Войтек Смилек; Музыканты Лувра — Гренобль, Экс-ан-Прованский оперный фестиваль.